# Чебан, Сергей Сергеевич
Сергей Сергеевич Че́бан (род. 30 марта 1990, Кашира, Московская область) — российский футбольный судья.
В качестве футболиста организованно не занимался:
Я только по дворам. Пытался что-то в «Динамо», но это было фатально-провально.
В качестве главного арбитра с сезона 2013/14 начал привлекаться к матчам молодёжного первенства России, со следующего сезона — к матчам Первенства ПФЛ. Перед сезоном 2017/18 был включён в список судей категории «А» и стал привлекаться к обслуживанию матчей Первенства ФНЛ.
В ноябре 2022 года оказался в числе арбитров, получивших лицензию ФИФА для работы с системой VAR.
В премьер-лиге дебютировал 10 марта 2023 года на матче 19-го тура чемпионата «Сочи» — «Оренбург» (0:4). Глава судейского комитета РФС Павел Каманцев оценил дебют Чебана положительно, ответив, что тому удалось избежать серьёзных ошибок. Бывший арбитр ФИФА Алексей Николаев выразил мнение, что проводившие свои первые матчи на этом уровне Чебан и Артур Фёдоров способны потянуть уровень РПЛ. Судья Игорь Федотов, обслуживавший матчи российской премьер-лиги в 2011—2018 годах, в рамках экспертизы действий арбитров в 19-м туре в традиционной рубрике портала «Чемпионат» критично оценил работу Чебана, заявив, что «это арбитр для первого дивизиона».
Отец — Сергей Чебан (род. 21 ноября 1960) — исполнительный директор Российской премьер-лиги.